# Obrót

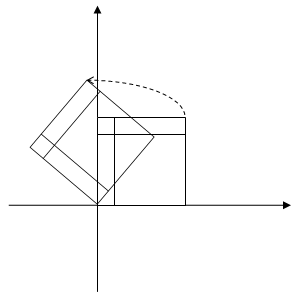
Obrót względem środka układu współrzędnych.

Obrót – izometria parzysta płaszczyzny lub przestrzeni, mająca przynajmniej jeden punkt stały.

## Obrót na płaszczyźnie
Obrót dokoła punktu {\displaystyle P} o kąt skierowany {\displaystyle \alpha } jest to odwzorowanie geometryczne {\displaystyle O_{P}^{\alpha }} płaszczyzny na siebie, takie że:
1. jeśli {\displaystyle P=Q,} to {\displaystyle O_{P}^{\alpha }(Q)=P,}
2. jeśli {\displaystyle P\neq Q,} to {\displaystyle O_{P}^{\alpha }(Q)=Q',} gdzie {\displaystyle PQ'=PQ} oraz kąty skierowane {\displaystyle \angle QPQ'{\mbox{ i }}\alpha } są przystające.

Punkt {\displaystyle P} nazywa się środkiem obrotu, a kąt {\displaystyle \alpha } kątem obrotu {\displaystyle O_{P}^{\alpha }.}
Jeżeli {\displaystyle \alpha } jest kątem zerowym lub kątem pełnym, to niezależnie od punktu {\displaystyle P,} obrót {\displaystyle O_{P}^{\alpha }} jest odwzorowaniem tożsamościowym, które nazywane jest obrotem zerowym.
Obrót płaszczyzny o kąt skierowany półpełny jest symetrią środkową.
Każdy obrót płaszczyzny można przedstawić jako złożenie dwóch symetrii osiowych płaszczyzny o osiach przechodzących przez środek obrotu i tworzących kąt o mierze równej połowie miary kąta obrotu.
Prawdziwe jest także twierdzenie odwrotne: złożenie dwóch symetrii osiowych {\displaystyle S_{l_{2}}\circ S_{l_{1}}} o osiach {\displaystyle l_{1}} i {\displaystyle l_{2}} przecinających się w punkcie {\displaystyle P} jest obrotem dookoła punktu {\displaystyle P} o kąt skierowany dwukrotnie większy od kąta utworzonego przez proste {\displaystyle l_{1}} i {\displaystyle l_{2}.}
Obrót niezerowy {\displaystyle O_{P}^{\alpha }} jest izometrią parzystą płaszczyzny, mającą dokładnie jeden punkt stały.
Okręgi i koła o środku w punkcie {\displaystyle P} są figurami stałymi obrotu {\displaystyle O_{P}^{\alpha }.}
Obrót wokół początku układu współrzędnych na płaszczyźnie o kąt {\displaystyle \beta } punktu {\displaystyle P=(x,y)} można opisać wzorem analitycznym {\displaystyle O_{(0,0)}^{\beta }(P)=(x',y'),} gdzie:
{\displaystyle {\begin{cases}x'=x\cdot \cos \beta -y\cdot \sin \beta \\[2pt]y'=x\cdot \sin \beta +y\cdot \cos \beta \end{cases}}.}
Obrót na płaszczyźnie zespolonej punktu {\displaystyle z=x+iy} wokół początku układu współrzędnych o kąt {\displaystyle \phi } można wyrazić wzorem {\displaystyle O_{0}^{\phi }(z)=z(\cos \phi +i\sin \phi ).}

## Obrót w przestrzeni
Obrót dokoła prostej w przestrzeni określa się jako obrót dokoła osi {\displaystyle l} o kąt skierowany {\displaystyle \alpha ,} w którym prosta {\displaystyle l} zwana osią obrotu jest zbiorem punktów stałych przekształcenia, a każdemu punktowi {\displaystyle P} jest przyporządkowany punkt {\displaystyle P'} taki, że punkty {\displaystyle P} i {\displaystyle P'} leżą w płaszczyźnie {\displaystyle \Pi } prostopadłej do prostej {\displaystyle l,} a punkt {\displaystyle P} jest obrazem punktu {\displaystyle P'} w obrocie o kąt skierowany {\displaystyle \alpha } dokoła punktu {\displaystyle O} (punkt {\displaystyle O} jest punktem przecięcia płaszczyzny {\displaystyle \Pi } przez prostą {\displaystyle l}).

Obrót wokół osi {\displaystyle Z} w przestrzeni o kąt {\displaystyle \beta } punktu {\displaystyle P=(x,y,z)} można opisać wzorem analitycznym {\displaystyle O_{(z)}^{\beta }(P)=(x',y',z'),} gdzie:
{\displaystyle {\begin{cases}x'=x\cdot \cos \beta -y\cdot \sin \beta \\[2pt]y'=x\cdot \sin \beta +y\cdot \cos \beta \\z'=z\end{cases}}.}
Obrót przestrzeni jest złożeniem dwóch symetrii płaszczyznowych względem płaszczyzn przecinających się wzdłuż osi obrotu i tworzących kąt dwuścienny dwukrotnie mniejszy od kąta obrotu, dodatkowo, gdy płaszczyzny są prostopadłe jest także symetrią osiową.
Obrót niezerowy dokoła prostej jest izometrią parzystą przestrzeni, mającą dokładnie jedną prostą punktów stałych.
Przykładowo, figurami stałymi obrotu są sfery i kule, których środki leżą na osi obrotu.